# اریک رومر
اریک رومر (به فرانسوی: Éric Rohmer) (زادهٔ ۲۱ مارس ۱۹۲۰ – درگذشتهٔ ۱۱ ژانویه ۲۰۱۰) کارگردان نامی موج نو فرانسوی بود. رومر در طول پنج دهه فعالیت هنری، ۲۴ فیلم سینمایی کارگردانی کرد.

## زندگی و کارنامه

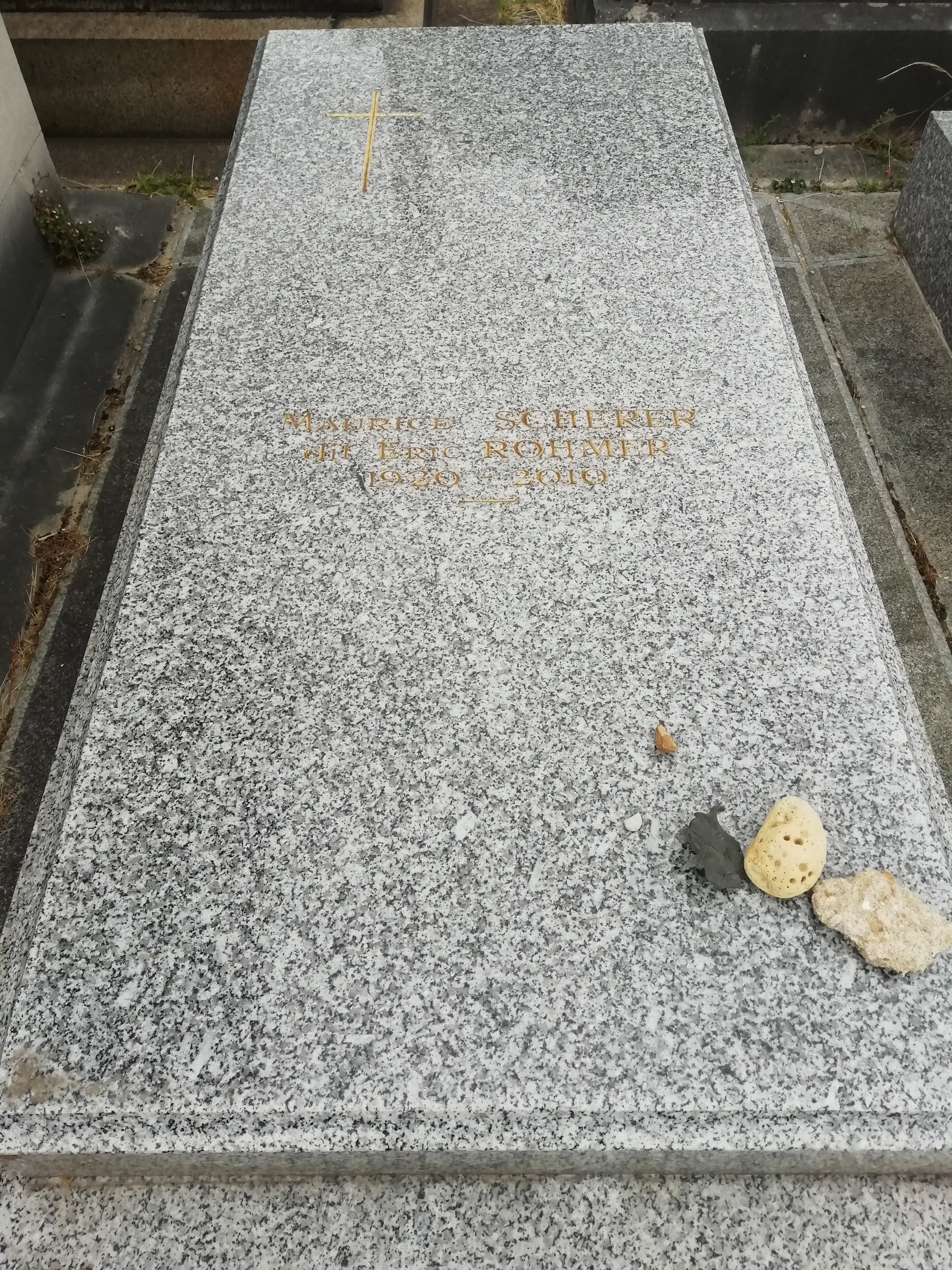
مقبره اریک رومر

اریک رومر با نام اصلی ژان ماری موریس هنری شیرر در سال ۱۹۲۰ در شهر نانسی فرانسه در خانواده‌ای کاتولیک به دنیا آمد، بعدها به پاریس نقل مکان کرد و ابتدا به تدریس ادبیات فرانسه و سپس روزنامه‌نگاری پرداخت. رومر در سال ۱۹۴۶ اولین و تنها رمان خود با عنوان «الیزابت» را منتشر کرد.
اریک رومر بعدها با ورود به عرصه نقد سینمایی قدم به جهان فیلم و سینما گذاشت. او در دو نشریه سینمایی فعالیت داشت.
در همین زمان بود که او نام «اریک رومر» را تحت تأثیر اریک فون اشتروهایم کارگردان اتریشی‌تبار، و ساکس رومر رمان‌نویس انگلیسی، برای خود برگزید.

### نقدنویسی
رومر نقدنویسی را با نشریه «گازت دو سینما» آغاز کرد و بعدها این کار را در نشریه معتبر کایه دو سینما دنبال کرد و به همراه سه همکارش، ژان لوک گدار، ژاک ریوت، و فرانسوا تروفو به نقد سینمایی پرداخت. سینمای «موج نو فرانسه» زاده همین همکاری‌ها و نقدهاست.
اریک رومر در طول پنج دهه فعالیت خود بیش از پنجاه فیلم کوتاه و بلند کارگردانی کرد. اولین فیلم او «علامت شیر» نام دارد که در سال ۱۹۵۹ تولید شد.
از فیلم‌های بلند رومر می‌توان به عشق در بعدازظهر، پائولین در ساحل، ازدواج خوب و همسر خلبان اشاره کرد. فیلم‌های او بارها جوایز جشنواره‌های جهانی از جمله جشنواره برلین، ونیز و کن را به خود اختصاص دادند.

### سبک و مضمون
رومر خود فیلم‌هایش را به رمان شبیه می‌دانست. از ویژگی‌های بارز فیلم‌های او، شخصیت‌محوری و استفاده از دیالوگ‌های طولانی غالباً متکی بر پیچیدگی‌های روابط زن و مرد است.
در فیلم‌های رومر، به‌طور کلی زندگی افرادی به تصویر کشیده شده‌است که علی‌رغم هوش و مهارت سخنوری همواره در دستیابی به امیال خود ناموفق هستند. تضاد میان رفتار و گفتار افراد از دیگر خصوصیات بارز فیلم‌های رومر است.
فیلم‌های رومر در مقایسه با آثار گدار و تروفو ساده و عاری از زرق و برق هستند، اما کارهای او نیز همچون این دو همواره پیرامون روابط انسانی می‌گردد و با روایاتی از عشق و خیانت درهم آمیخته‌است.
فیلم‌های رومر با تصویر کردن لحظات عاشقانه، مثلث‌های عشقی و جوانان خوش سیما، داستانی به ظاهر ساده از زندگی روزمره مردم عادی تصویر می‌کرد اما در لایه‌های زیرین این روایت، مفاهیمی عمیق و جدی وجود داشت.
آخرین فیلم اریک رومر با عنوان «داستان عاشقانه آستریا و سلادون» در سال ۲۰۰۷ در جشنواره فیلم ونیز به نمایش درآمد.

### درگذشت
اریک رومر در ۱۱ ژانویه ۲۰۱۰ در بیمارستانی در پاریس درگذشت.

## جوایز و افتخارات
رومر در سال ۲۰۰۱ جایزه شیر طلایی جشنواره ونیز را برای دستاوردهای طول عمرش به دست آورد.

## فیلم‌شناسی
- شش حکایت اخلاقی شامل:

1. دختر نانوای مونسو (۱۹۶۳)
2. حرفه سوزان (۱۹۶۳)
3. کلکسیونر (۱۹۶۷)
4. شب من نزد مود (۱۹۶۹)
5. زانوی کلر (۱۹۷۰)
6. عشق در بعدازظهر (۱۹۷۲)

- پائولین در ساحل ۱۹۸۳
- پرتو سبز (۱۹۸۶)
- دوست دوست من (۱۹۸۷)
- یک قصه بهاری ۱۹۹۰
- داستان زمستان ۱۹۹۲
- داستان تابستان (۱۹۹۶)
- داستان پاییز (۱۹۹۸)